# Norvellina rostrata
Norvellina rostrata är en insektsart som beskrevs av Lindsay 1938. Norvellina rostrata ingår i släktet Norvellina och familjen dvärgstritar. Inga underarter finns listade i Catalogue of Life.